# Даяна Мълдор
Даяна Чарлтън Мълдор (на английски: Diana Charlton Muldaur) е американска филмова и телевизионна актриса. Телевизионните ѝ роли включват тези на д-р Катрин Пуласки в „Стар Трек: Следващото поколение“ и Розалинд Шейс в „Законът на Ел Ей“. Тя озвучава д-р Лесли Томпкинс в „Батман: Анимационният сериал“.

## Биография
Родена е на 19 август 1938 г. в Ню Йорк, но е отгледана в Мартас Винярд, Масачузетс. Мълдор започва да играе, докато е още в гимназията и продължава да се занимава с това в колежа Суийт Брайър, който тя завършва през 1960 г. Учи актьорско майсторство при Стела Адлър и става известна на сцената в Ню Йорк. Била е член на борда на Гилдията на киноактьорите и е първата жена, която е била президент на Академията на телевизионните изкуства и науки (1983 – 1985).